# Stal Rzeszów

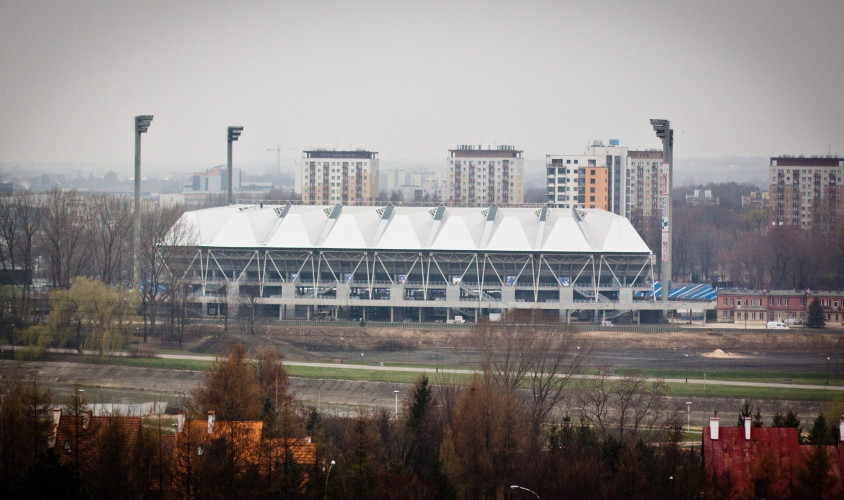
Stadion

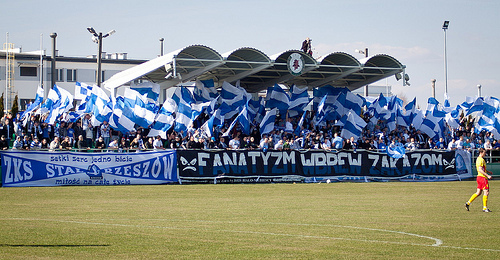
Fandové

ZKS Stal Rzeszów [stal řešov] (celým názvem Zakładowy Klub Sportowy Stal Rzeszów) je polský sportovní a fotbalový klub z města Řešov založený roku 1944. Domácím hřištěm fotbalového a plochodrážního oddílu je Stadion Miejski w Rzeszowie s kapacitou 12 700 míst. Klubové barvy jsou modrá a bílá.
Provozované sporty:
- fotbal
- plochá dráha
- skoky do vody
- zápas
- akrobatická gymnastika

Od sezony 2009/10 hraje fotbalový oddíl v polské třetí lize, která se jmenuje II liga.

## Názvy klubu
- od 1944 – OM TUR PZL Rzeszów (založení)
- od 1949 – Zakładowy Klub Sportowy Stal Rzeszów
- od 2004 – ZKS Stal Greinplast Rzeszów (název dle sponzora)
- od 2005 – ZKS Stal Rzeszów
- od 1/2007 – KS Stal Watkem Rzeszów (název dle sponzora)
- od 3/2008 – ZKS Stal Kwarcsystem Rzeszów (název dle sponzora)
- od 7/2009 – ZKS Stal Sandeco Rzeszów (název dle sponzora)
- od 7/2012 – Stal Rzeszów Spółka Akcyjna

## Úspěchy
Fotbal
- 1× vítěz polského fotbalového poháru (1974/75)[2]

Plochá dráha
- 2× Mistrovství Polska (1960, 1961)